# 福岡市立高取中学校
福岡市立高取中学校（ふくおかしりつたかとりちゅうがっこう）は、福岡県福岡市早良区原三丁目にある公立の中学校。通称は「高取中」「高中」など。

## 歴史
- 1955年 福岡市立百道中学校室見分校として開校（17学級）
- 1956年 福岡市立高取中学校として独立
- 1960年 校地移転（福岡市立室見小学校と交換）
- 2010年 太陽光ソーラーパネル設置

また、部活動では、長距離陸上競技部が全国大会に出場するなど強豪である。
室見小学校と敷地を交換した経緯は、両敷地間には当時筑肥線が通っており、幼い児童は線路を渡らないと通学できず危険だったためとされている。

## 通学区
の早良区内の各区域。
- 藤崎1,2丁目（全丁目）
- 弥生1,2丁目（全丁目）
- 室見2,3,4,5丁目
- 高取1,2丁目（全丁目）
- 西新5丁目
- 祖原
- 昭代1,2,3丁目（全丁目）
- 曙2丁目の一部

早良区北部の明治通り、早良街道、旧筑肥線跡、室見川に囲まれた一帯を校区とする。高取小学校・室見小学校の通学区にあたる。北端部は明治通りに面する早良区の中心市街地である西新・藤崎地区で、その他の地域は大半が住宅地となっている。
学校は校区南西端から約300mの校区外に位置しており、原中央中学校の校区である。大原小学校が隣接するが、大原小学校は当校校区ではない。

### 校区が隣接する中学校
- 福岡市立百道中学校
- 福岡市立城南中学校
- 福岡市立原中央中学校
- 福岡市立原北中学校
- 福岡市立内浜中学校
- 福岡市立姪浜中学校

## 校訓
豊かさ
温かさ
逞しさ
この校訓は学校の正面玄関前に石碑があり、そちらに刻まれている文である。

## 校歌
- 作詞：岩根一恵
- 監修：都築賴助
- 作曲：安永武一郎

また、平成20年度より、校歌が斉唱から、合唱に変わった。
また、平成28年度には応援歌が作成され発表された。
- 作詞：松本弘紀
- 作曲：横山知加子

## 特徴
- 2025月4月現在の学級数は1,2年生8クラス、3年生9クラス、特別支援学級2クラスである。
- 2023年度の後期より、試験的に単元テストが木曜日に実施されるようになった。
- 2024年度からは定期考査がかつては年4回だったものが2回に変更された。

## 部活動
- ソフトボール部　2023年７月　福岡市中学校ソフトボール大会にて二度目の優勝。
- 陸上長距離部　2022年10月29日　福岡市駅伝競走大会にて３位で県大会に出場。県大会では４位。
- 軟式野球部　2023年3月　ホークスカップにてベスト８。
- 水泳部　2023年　区､市､県､九州で女子総合優勝し､４冠を達成した。

## 著名な出身者
- 田中和基 - プロ野球選手